# 刺睡鼠科
刺睡鼠科（学名：Platacanthomyidae）俗称東方睡鼠，为哺乳纲啮齿目的一科，包括多刺睡鼠和中國侏儒睡鼠。刺睡鼠科和睡鼠科的區别在于：它們沒有磨牙并有3齒頰。
过去，刺睡鼠科的進化關係一直不確定的，直到遗传分子学的发展發現它是現存鼠总科之中最早分开演化的一群（基群）。其眶下管形狀獨特，頭骨存在多個顱骨椎間孔，可依此将它们与鼴形鼠科和真鼠类區分开来。